# NGC 1133
NGC 1133 је спирална галаксија у сазвежђу Еридан која се налази на NGC листи објеката дубоког неба.
Деклинација објекта је - 8° 48' 16" а ректасцензија 2h 52m 42,2s. Привидна величина (магнитуда) објекта NGC 1133 износи 14,0 а фотографска магнитуда 14,9. NGC 1133 је још познат и под ознакама MCG -2-8-15, IRAS 02502-0900, PGC 10885.